# Pedro Morales (worstelaar)
Pedro Morales (Culebra, 22 oktober 1942 - Perth Amboy, 12 februari 2019) was een Puerto Ricaans professioneel worstelaar.

## In worstelen
- Afwerking bewegingen
  - Boston crab

- Kenmerkende bewegingen
  - Caribbean Cannonball (Senton)
  - Backbreaker

- Manager
  - Gorilla Monsoon

## Erelijst
- Cauliflower Alley Club
  - Other honoree (1994)

- Championship Wrestling van Florida
  - NWA Florida Tag Team Championship (1 keer met Rocky Johnson)
  - NWA Florida Television Championship (1 keer)
  - NWA Southern Heavyweight Championship (1 keer)

- NWA Mid-Pacific Promotions
  - NWA Hawaii Tag Team Championship (3 keer; 1x met Bing Ki Lee en 2x met Ed Francis)
  - NWA North American Heavyweight Championship (3 keer)

- NWA San Francisco
  - NWA World Tag Team Championship (1 keer met Pat Patterson)

- Pro Wrestling Illustrated
  - PWI Wrestler of the Year (1972)

- World Wrestling Association (Los Angeles)
  - WWA World Heavyweight Championship (2 keer)
  - WWA World Tag Team Championship (4 keer; 1x met Luis Hernandez, 1x met Mark Lewin, 1x met Ricky Romero en 1x met Victor Rivera)

- World Wrestling Council
  - WWC North American Heavyweight Championship (2 keer)
  - WWC World Tag Team Championship (1 keer met Carlitos Colón)

- World Wide Wrestling Federation / World Wrestling Federation
  - WWF Hall of Fame (Class of 1995)
  - WWF Intercontinental Championship (2 keer)
  - WWF Tag Team Championship (1 keer met Bob Backlund)
  - WWWF United States Championship (1 keer)
  - WWWF World Heavyweight Championship (1 keer)
  - Triple Crown Championship (1ste)

- Wrestling Observer Newsletter awards
  - Most Overrated (1981, 1982)